# Јован Кападокијски
Јован Кападокијски (латински: Iohannis Orientalis) је био византијски државник у доба владавине Јустинијана I. Обављао је функције префекта Истока (532—541) и конзула (538).

## Биографија
Малобројни су подаци о Јовановом раном животу. Рођен је у Цезареји у Кападокији. Био је скромног порекла. Прокопије, не кријући антипатију, напомиње да му је недостајало образовања. У изворима се први пут помиње као бележник једног византијског magister milituma. Својим талентом за административне послове Јован Кападокијски се толико истакао да га је запазио сам цар Јустинијан и омогућио му да брзо напредује. Стекао је дужност вођења царских финансија.
Јован Кападокијски је са Трибонијаном радио на кодификацији римског права, касније познато као Corpus iuris civilis. Године 532. именован је на функцију преторијанског префекта Истока. Тиме је стекао овлашћење да прикупља порезе због чега је био изузетно непопуларан. Приликом побуне Ника, демонстранти су тражили његову смену. Успех преговора којима је окончан Иберијски рат ојачао је Јованов положај. Јован је у међувремену стекао много непријатеља у Цариграду међу којима је била и царица Теодора. Теодора се удружила са Велизаром. Њих двоје су денунцирали Јована због издаје. Он је смењен са положаја и протеран у Кизик. Тамо је дошао у сукоб са епископом Еузебијем. Када је епископ убијен, Јован Кападокијски је оптужен за убиство и ухапшен. Подвргнут је мукама. Јустинијан га је прогнао у Египат одбијајући Теодорине предлоге за погубљењем. Када је Теодора умрла (548), Јован се вратио у Цариград.